# Burg Halstenbeck
Burg Halstenbeck ist eine abgegangene Niederungsburg und diente als Fliehburg in der Grafschaft Tecklenburg in Ostbevern im Kreis Warendorf in Nordrhein-Westfalen. Heute ist eine im Jahr 2003 angelegte künstliche Flussaue am Ort.

## Beschreibung
Die Burg entstand im 12. Jahrhundert und war eine Flieh- und Ritterburg der Grafen von Tecklenburg. Eingefriedet war sie mit Pfählen. In der Vorburg waren Wirtschaftsgebäude und Verteidigungseinrichtungen untergebracht. Darin die Hauptburg. Sie stand unmittelbar nördlich an der Bever auf einem runden künstlichen Hügel. Auf Pfahlrosten gegründet, war sie ein mehrstöckiger Turm, vielleicht aus Backstein mit einem Obergeschoss aus Fachwerk. Hier lebten die Burgherrn, geschützt durch Palisaden und Gräben. Der Zugang scheint im Westen gelegen zu haben.

## Geschichte
Die Burg war ein Vorposten in dem Konflikt zwischen Otto VI. (Tecklenburg) und dem Bischof Florenz von Wevelinghoven. Dieser ließ die Burg 1377 völlig zerstören. Wälle und Erderhebungen sind noch heute sichtbar. Obwohl die Burg zerstört war, blieb das Lehen immer noch bei Tecklenburg, das 1707 zu Preußen kam. Am 18. April 1714 belehnt der preußische König Friedrich Wilhelm I. nach Maximilian Heidenreich Freiherr Droste zu Vischering als Ehemann Marie Antonette Gaudentie von Schenkings, Tochter Bernhard Johanns Frei- und Edler Herr zu Büren und Ringelstein von Schenking zu Bevern, dessen Rentmeister, Hermann Sinderen, mit dem tecklenburgischen Lehngut Halstenbeck im Kirchspiel Ostbevern.

## Sage
Der tragische Untergang der Burg wird in der Sage vom Jüfferken von Halstenbeck wieder lebendig. Der Sage nach wandelt die Jungfrau immer noch in Gegend und sucht vergeblich ihren Geliebten, einem Ritter, der bei der Eroberung und Zerstörung der Burg den Tod fand. Wer sie mitnimmt und ihr hilft, wird reich belohnt, wer ihr die Hilfe verweigert, wird bestraft. So wurde eine Kranke, die von Ostbevern nach Westbevern fuhr, und die Jungfrau mitnahm, danach unverhofft gesund. Ein Bauer aber, der von Westbevern nach Ostbevern ihr die Mitfahrt verweigerte, erlitt alsbald einen Achsbruch.

## Landschaftsplan Ostbevern
Im Jahr 2003 wurden dort die Beverauen renaturiert. Die Umrisse der Burg werden durch angepflanzte Baumreihen sichtbar gemacht. Am 28. März 2012 eröffnete Olaf Gericke den Auftakt zum Landschaftsplan Ostbevern. Das Ziel ist: Schutz, die Pflege und die Entwicklung von Natur und Landschaft, sowie die Erhaltung und die Entwicklung Fauna und Flora im Biotopverbundsystem. Unter anderem ist hierfür auch das Areal Halstenbeck/Beveraue vorgesehen.